# Одеско българско настоятелство
Одеското българско настоятелство (съкратено ОБН) е създадено на 2 февруари 1854 г. като емигрантска политическа организация в град Одеса, Русия.
Наред с благотворителните и просветни задачи настоятелството имало за цел създаване на независимо княжество с помощта на Русия. Според Константин Иречек е създадено по инициативата на габровския търговец Николай Христофорович Палаузов, който става и негов пръв ръководител. Найден Геров е изпратен в поробена България като пръв неин представител.
Първоначално в ръководството на настоятелството влизат влиятелни одески българи – главно търговци и църковни дейци: Стефан Тошкович, Никола Тошков, Константин Н. Палаузов и др. Одеско настоятелство е полагало големи усилия за образоването на млади българи (като Христо Ботев) в украинските и руските гимназии и университети, като ги е издържало и им е давало стипендии.
Наред със Средоточното попечителство Одеското настоятелство е тясно свързано с руската политика и руското командване на Балканите. В годините на Кримската война (1853 – 1856 г.) ОБН помага на Средоточното попечителство в сформирането на доброволческите отряди и така играе съществена роля при създаването на българското опълчение. През март 1854 г. руските войски действително извършват десант на юг от р. Дунав. Събраните български доброволци се включват във военните действия. Намесата на Великобритания и Франция във войната обаче принуждава Русия да се откаже от подготвяното настъпление. Главните сражения се преместват в района на Крим, а българските отряди са разпуснати.
След 1856 г. Одеското настоятелство развива благотворителна дейност в подкрепа на просветното и църковното движение. През 1860 г. с указ от руския Св. синод Одеското настоятелство минава под попечителството на архиепископ Инокентий Херсонски. През 1860-те и 1870-те години взема участие в почти всички по-ярки прояви на освободителните борби на българския народ. Така според Константин Иречек настоятелството успява да снабди с книги, принадлежности, камбани и одежди няколкостотин български черкви в Крайдунавска България, в Тракия и Македония.
През тези години то помага на съществуващите училища с книги, карти и други принадлежности, съдействува да се отварят нови училища, грижи се за образованието на свещеници и учители, помага на млади българи, напуснали родината. Одеското настоятелство успява да издейства от руското правителство държавни стипендии за образованието на българи в средните училища, университетите специалните висши (технологически, инженерни, военни и пр.) учебни заведения. Издействана е и специална държавна помощ за образованието на 5 български девойки в одеските девически училища и за 10 в Левашовския пансион в Киев.
По време на изработването на Търновската конституция Одеското българско настоятелство е сред 5-те емигрантски организации, които имат по 1 представител в Учредителното събрание.